# Ruhstorf an der Rott
Ruhstorf an der Rott är en köping (Markt) i Landkreis Passau i Regierungsbezirk Niederbayern i förbundslandet Bayern i Tyskland.